# Museo de la Inmigración Japonesa al Perú
El Museo de la Inmigración Japonesa al Perú «Carlos Chiyoteru Hiraoka» es un museo inaugurado en julio de 1981 como una obra conmemorativa del 80° aniversario de la Inmigración japonesa en el Perú ocurrida en 1979. En este museo hay una exhibición de documentos, fotografías y diversos testimonios relacionados con la llegada de los primeros inmigrantes japoneses al Perú a fines del siglo XIX. Los primeros objetos que se exhibieron fueron traídos desde Japón y fueron instalados en Lima bajo la supervisión del peruanista Shozo Masuda. Luego, se añadieron en Lima otros objetos museográficos relacionados con los siguientes temas: el cambio de actitud del inmigrante japonés hacia el Perú, la integración, las relaciones peruano-japonesas después de la Segunda Guerra Mundial, la cronología de los principales acontecimientos ocurridos en el Mundo y en paralelo en la colectividad peruano japonesa, las celebraciones por el 80, 90 y 100 aniversarios de la inmigración japonesa en el Perú, el fenómeno dekasegi, entre otros. El museo se ubica en el segundo piso del Centro Cultural Peruano Japonés y ocupa un área de 273 metros cuadrados, comprendiendo una sala de exposición permanente y otra de exposiciones temporales. La primera muestra la historia de la inmigración japonesa y de la colectividad nikkei, así como algunos aspectos de las relaciones entre Perú y Japón, y de manera esquemática, la geografía y las culturas peruanas. La segunda sala renueva su exhibición en forma periódica con contenidos relacionados con la temática del museo. Así también, cuenta con un área para el archivo de documentos, fotografías históricas y de un importante conjunto de libros acerca del tema de la inmigración en idioma español, japonés e inglés; esta área puede ser usada también como sala de estudios y de reuniones. Desde el 2003, el museo lleva el nombre de Carlos Chiyoteru Hiraoka, en honor al destacado empresario y dirigente de la Asociación Peruano Japonesa.